# Алін Джордже Молдовану
Алін Молдавану  (рум. Alin Moldoveanu, 3 травня 1983) — румунський стрілець, олімпійський чемпіон.

## Виступи на Олімпіадах
| Олімпіада           | Дисципліна                  | Місце |
| ------------------- | --------------------------- | ----- |
| Пекін 2008          | пневматична гвинтівка, 10 м | 4     |
| Лондон 2012         | пневматична гвинтівка, 10 м | 1     |
| Ріо-де-Жанейро 2016 | пневматична гвинтівка, 10 м | 19    |